# Bundesstraße 317
Die insgesamt 68 Kilometer lange Bundesstraße 317 (Abkürzung: B 317) beginnt in Weil am Rhein, unweit des Dreiländerecks Frankreich, Schweiz, Deutschland. Auf einem kurzen Teilstück durchquert sie als „zollfreie Straße“ Schweizer Territorium. Ab Lörrach verläuft die Straße in nordöstlicher Richtung – ab Todtnau steiler ansteigend – zunächst im Wiesental und führt direkt oberhalb der Quelle der Wiese über den Feldbergpass. Sie endet in Titisee-Neustadt.

## Beschreibung
Teil der Bundesstraße ist rechtlich gesehen die Stichstraße Am Seebuck, die an der Feldbergpasshöhe in nördlicher Richtung abzweigt und weiter bergan zum Hotel Feldberger Hof sowie zur Talstation der Feldbergbahn führt. Im Zusammenhang mit dem Bau eines Kreisverkehrs unterhalb des Hotels und einer neuen Zufahrt zum Großparkplatz für Tagestouristen wurden im Jahre 2007 lediglich die letzten 160 Meter dieser ursprünglich 856 Meter langen Straße in eine Gemeindestraße umgewidmet und damit in die Baulast der Gemeinde Feldberg überführt. Somit befindet sich die höchstgelegene Stelle der B 317 nicht an der Passhöhe, sondern an dem erwähnten Kreisverkehr.
Die „eigentliche“ Bundesstraße führt in ihrem weiteren Verlauf hinunter zum Feldberger Ortsteil Bärental, überquert dort die Dreiseenbahn (Deutschlands höchstgelegene Normalspureisenbahnstrecke) unmittelbar an deren Scheitelpunkt und erreicht weiter bergab dann den Titisee, wo sie an der Einmündung zur B 31 auf dem Stadtgebiet von Titisee-Neustadt schließlich endet.
Abgesehen vom 388 Meter langen Tunnel auf dem Teilstück der Zollfreistraße bei Riehen hat die B 317 nur an zwei weiteren Stellen Tunnelbauwerke. Der Langenfirsttunnel bei Schopfheim ist 270 Meter lang und wurde 1994 fertiggestellt. Der 1999 in Betrieb genommene Tunnel Freiatzenbach in Zell im Wiesental ist 175 Meter lang.
Als Hauptverkehrsader des Wiesentals überquert die B 317 die Wiese achtmal.

## Geschichte
Die Nummerngebung für die Reichsstraße 317 erfolgte im Jahr 1936 in der zweiten Phase der Reichsstraßennummerierung. Nachdem im Zweiten Weltkrieg im Jahr 1940 das Elsass unter Zivilverwaltung des Deutschen Reichs gestellt worden war, wurde die Trasse von Weil am Rhein über Huningue (Hüningen), Ferrette (Pfirt), wo die damalige Reichsstraße 396 einmündete, und Courtavon (Ottendorf) sowie weiter zur Schweizer Grenze nach Porrentruy einbezogen.
Am 22. Mai 1971 ereignete sich bei Maulburg ein schwerer Unfall mit sieben Todesopfern. Die B 317 galt in dieser Zeit als „Todesstrecke“.
Jahrzehntelang wurde bereits an der Stadtgrenze von Weil die direkte Verbindung nach Lörrach durch ein fehlendes Teilstück von 738 Metern Länge unterbrochen. Nach langem Rechtsstreit und sieben Jahren Bauzeit wurde 2013 die „Zollfreistrasse“ eröffnet.